# Скальдасоле
Скальдасо́ле, Скальдазоле (итал. Scaldasole) — коммуна в Италии, располагается в регионе Ломбардия, в провинции Павия.
Население составляет 885 человек (2008 г.), плотность населения составляет 80 чел./км². Занимает площадь 11 км². Почтовый индекс — 27020. Телефонный код — 0382.

## Демография
Динамика населения:

## Администрация коммуны
- Официальный сайт: